# Wolfgang Egger

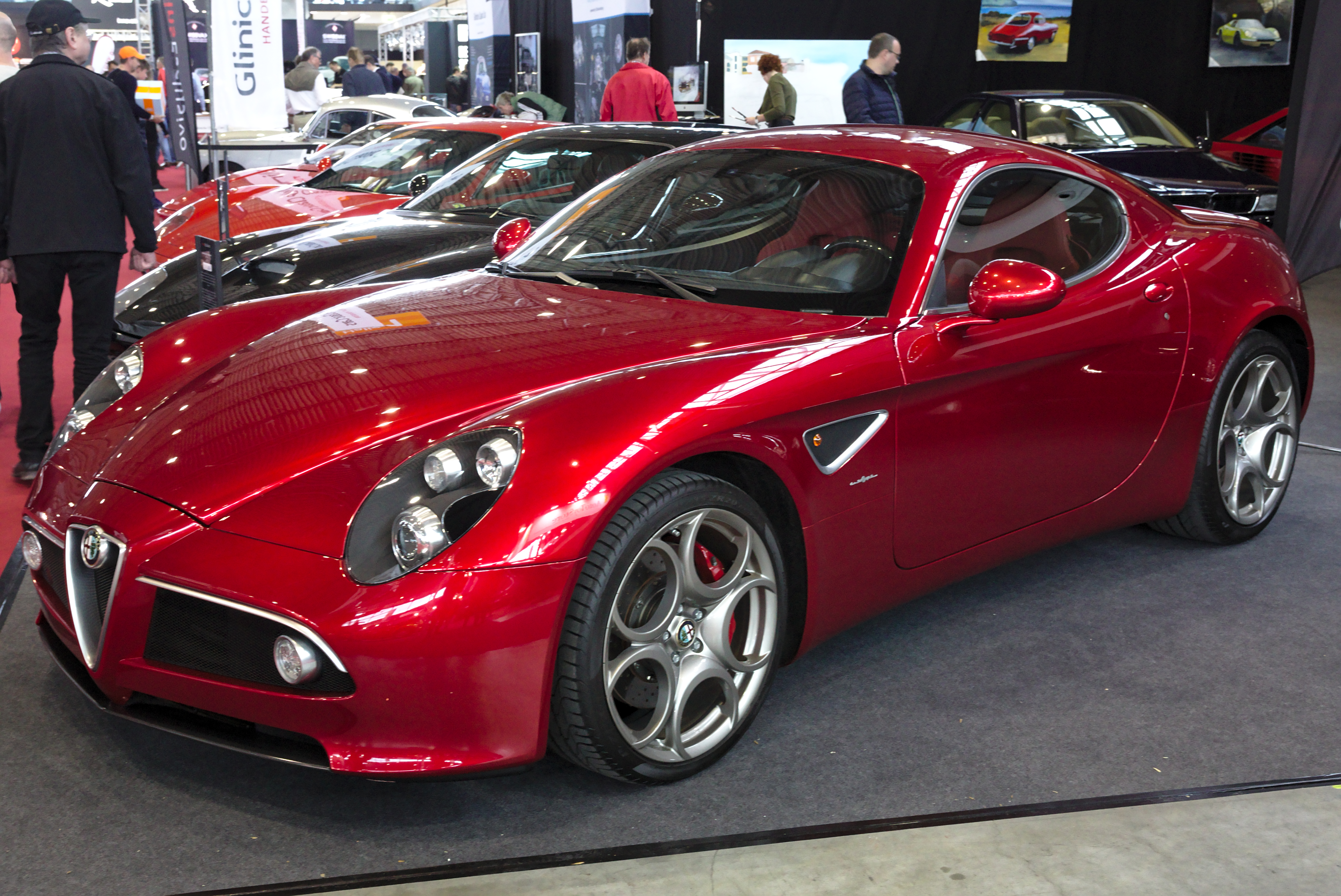
Alfa Romeo 8C Competizione, desenhado por Wolfgang Egger

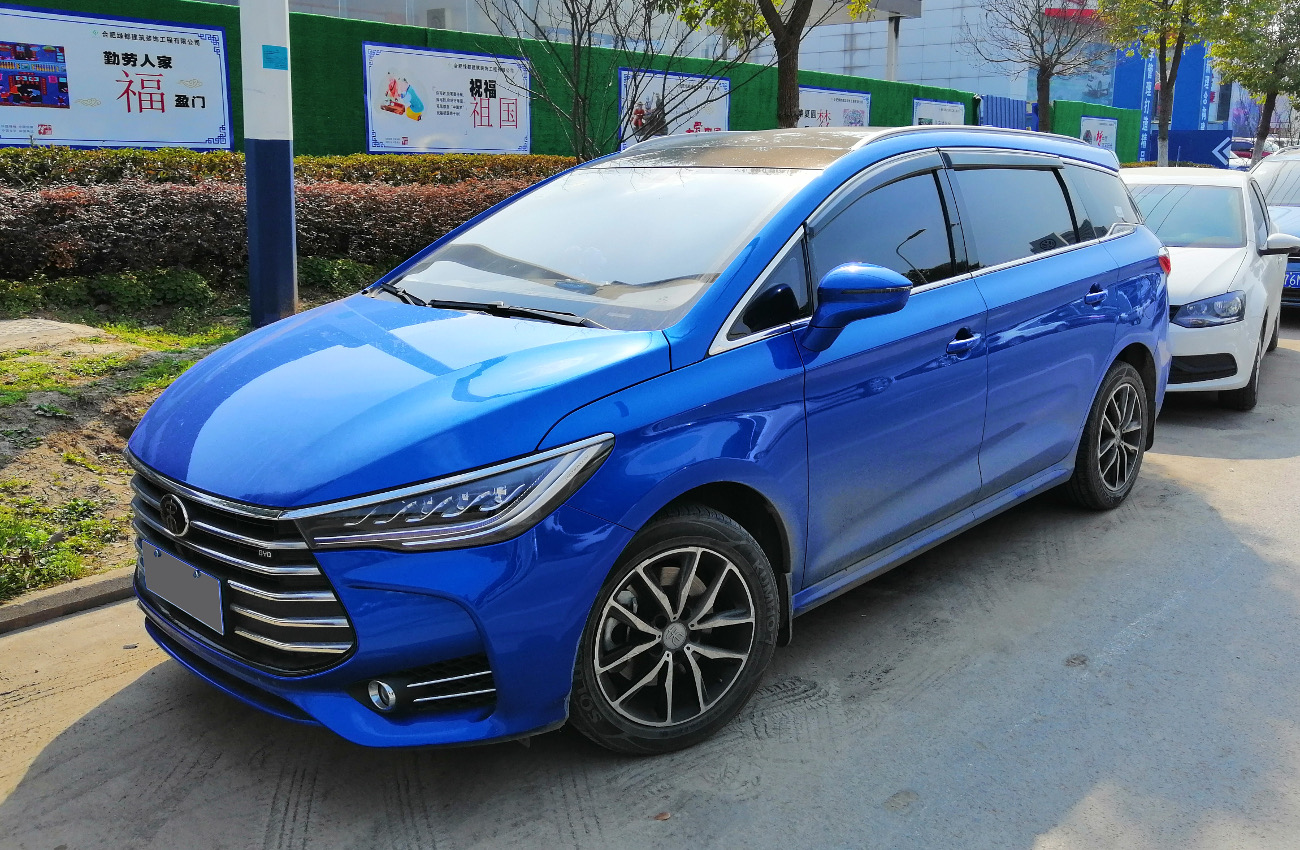
BYD Song Max, desenhado por Wolfgang Egger

Wolfgang Josef Egger (nascido em 13 de fevereiro de 1963) é um renomado designer de automóveis alemão. Ele atuou como designer-chefe das marcas de automóveis de luxo europeias Alfa Romeo, Audi e Lamborghini. Atualmente, ocupa o cargo de designer-chefe na fabricante chinesa de veículos elétricos BYD Auto.

## Biografia
Wolfgang Josef Egger nasceu em Oberstdorf, Alemanha, e estudou design no International College of Arts and Sciences em Milão, Itália, onde se formou em design industrial em 1989.
Egger iniciou sua carreira profissional em 1989 no departamento de design da Alfa Romeo. Em 1993, foi nomeado Designer-Chefe da Alfa Romeo.
Em 1998, ele se tornou Designer-Chefe da SEAT, onde pôde aplicar seu estilo pessoal em modelos como o SEAT Ibiza, Cordoba e Altea.
No ano de 2001, Egger foi nomeado Chefe de Design da Lancia. No entanto, ainda no mesmo ano, ele retornou à Alfa Romeo como Designer-Chefe. Sob sua direção, foram desenvolvidos modelos como o Nuvola Concept, 156, 166, 147 e 8C Competizione.
Em 1º de maio de 2007, Egger sucedeu Walter de Silva como Chefe de Design do Grupo Audi. Nesse cargo, ele foi responsável pelo design das marcas Audi e Lamborghini.
Em 6 de dezembro de 2013, Egger deixou a Audi. Foi substituído por Walter de Silva, que assumiu o cargo de Designer-Chefe para todas as marcas do Grupo Volkswagen, incluindo Porsche, Audi, Volkswagen, Skoda e SEAT. Para atrair De Silva para o Volkswagen, o grupo incluiu três marcas italianas: Lamborghini, Ducati e ItalDesign.
Em 2017, Egger assumiu o cargo de Diretor de Design da BYD, uma fabricante chinesa de veículos elétricos. Ele foi designado para criar a identidade de design da empresa, começando pelo modelo híbrido BYD Song Max e uma série de outros veículos elétricos, incluindo o ônibus da série BYD B. Entre seus projetos está o BYD Han, que foi lançado em 2020.